# Szyna Picatinny

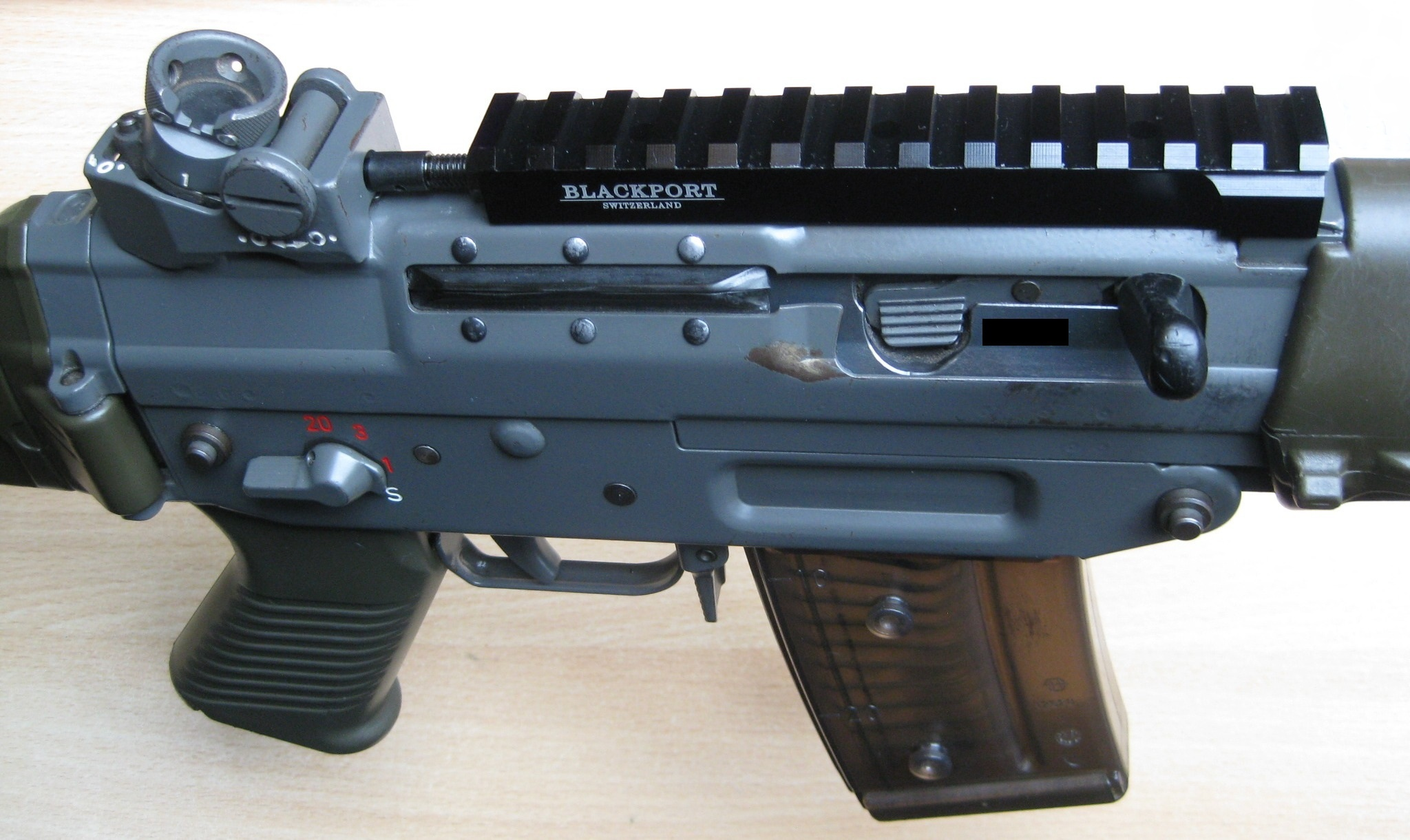
Szyna Picatinny zamontowana na karabinie automatycznym SIG SG 550

Wymiary szyny

Szyna Picatinny, szyna STANAG 2324 – uniwersalna szyna montażowa stosowana w broni palnej, pneumatycznej oraz w replikach ASG. Umożliwia stosowanie celowników optycznych, noktowizyjnych, oświetlenia taktycznego, laserowych wskaźników celu, dwójnogów i uchwytów pionowych i składanych oraz innych akcesoriów.
Powstała w Picatinny Arsenal, ośrodku badawczym Armii Amerykańskiej w stanie New Jersey. W USA nosi oficjalną nazwę MIL-STD-1913 (zatwierdzona 3 lutego 1995) i STANAG 2324 w NATO. 

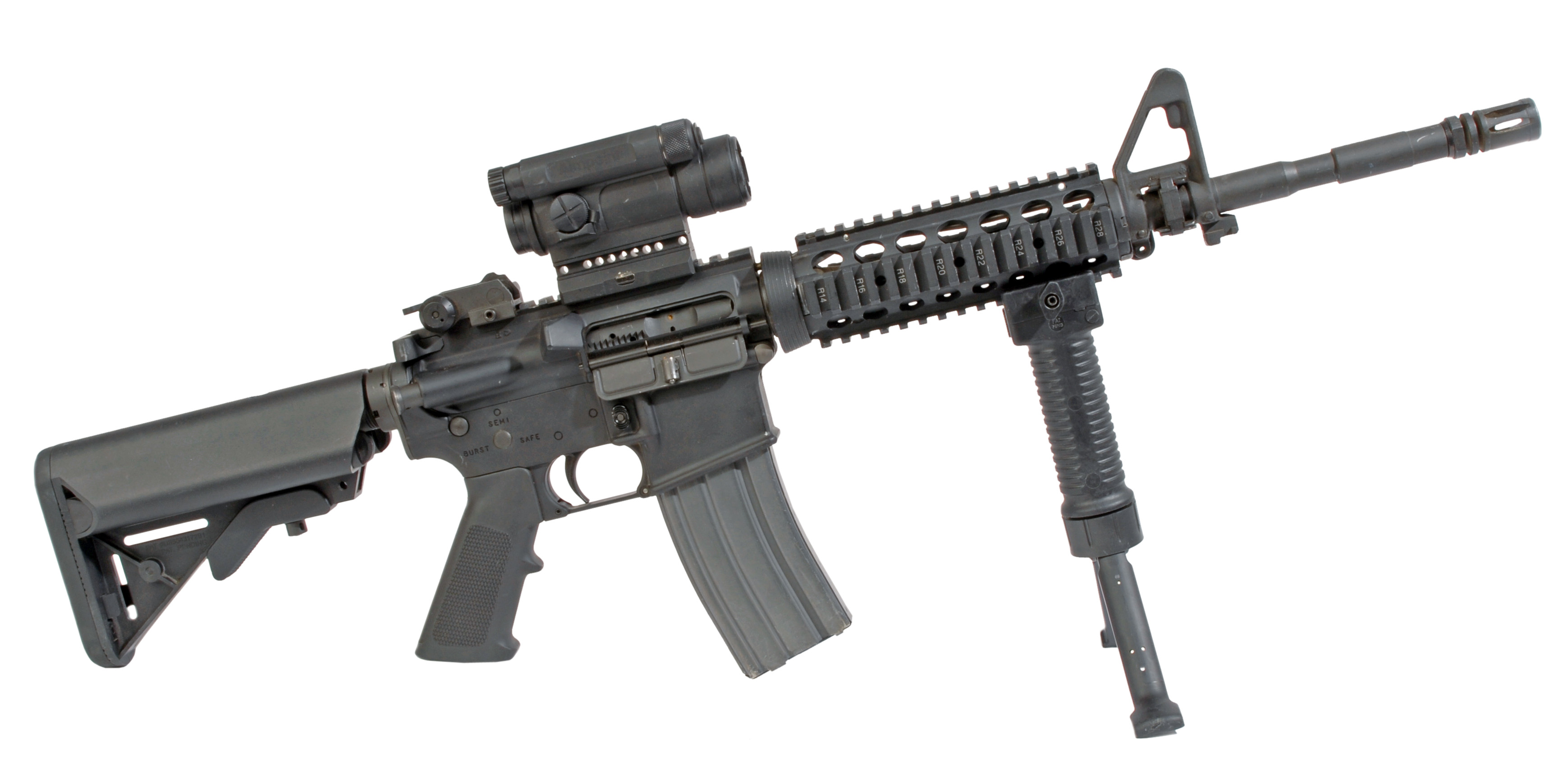
Karabinek automatyczny M4A1 w konfiguracji z zestawem SOPMOD. Zespół łoża przedniego stanowi moduł Rail Interface System (z 4 szynami montażowymi) do którego podpięty jest chwyt przedni z funkcją dwójnogu. Na komorze zamkowej umocowana jest pojedyncza szyna montażowa do której podpięty jest celownik Aimpoint CompM4

Zwykle główna szyna Picatinny umieszczona jest na komorze zamkowej broni (lub wsporniku nad komorą zamkową) i umożliwia zamontowanie celownika kolimatorowego, optycznego lub noktowizyjnego. 
Dodatkowe szyny (od 1 do 4) stosuje się z przodu broni zamiast łoża i umożliwiają one zastosowanie chwytów pionowych, oświetlenia taktycznego i laserowego wskaźnika lub oświetlacza celu.
Aby wygodnie użytkować broń z szynami przednimi stosuje się nakładki chroniące dłonie strzelca przed poranieniem o ostre krawędzie szyny.
Akcesoria dopasowane do szyny Picatinny są częściowo kompatybilne z szyną Weavera. Z powodu różnej szerokości rowków przeciwdziałających przesuwaniu się akcesoriów przy odrzucie broni akcesoria Weavera pasują na szyny Picatinny, lecz akcesoria Picatinny nie zawsze pasują na szyny Weavera.
Podobną szyną jest szyna RIS (Rail Interface System) stosowana w Colt M16 i jego cywilnej wersji AR-15. Większość dobrej jakości akcesoriów RIS pasuje wymiennie na szynę Picatinny. Szyna RIS stosowana jest powszechnie w akcesoriach do ASG, które są zwykle przystosowane do słabszego odrzutu i stosowanie ich na broń palną może być problematyczne.
- Podjęto standaryzację szyn do akcesoriów dla całej organizacji NATO - norma STANAG 4694.